# ルビコン川
ルビコン川（ルビコンがわ、ラテン語: Rubico、英語: Rubicon）は、共和政ローマ末期にイタリア本土と属州ガリア・キサルピナの境界になっていた川。アリミヌム（現リミニ）の北、ラウェンナ（ラヴェンナ）との間でアドリア海に注いでいた。
ローマ内戦開戦時のユリウス・カエサルの故事にちなむ「ルビコン川を渡る」という成語は、その時のカエサルの「賽は投げられた」という言葉とともに知られている。
現代のイタリア語では「ルビコーネ川（Rubicone）」と呼ばれ、エミリア＝ロマーニャ州南東部のサヴィニャーノ・スル・ルビコーネ付近でアドリア海に注ぐ川（旧称フィウミチーノ川）がこの名で呼ばれている。
しかし、この地域ではローマ時代以降河道の変化などが生じているため、カエサルが渡ったルビコン川を現在のどの川にあたるとみなすかについては、数世紀にわたる論争がある。

## 地理

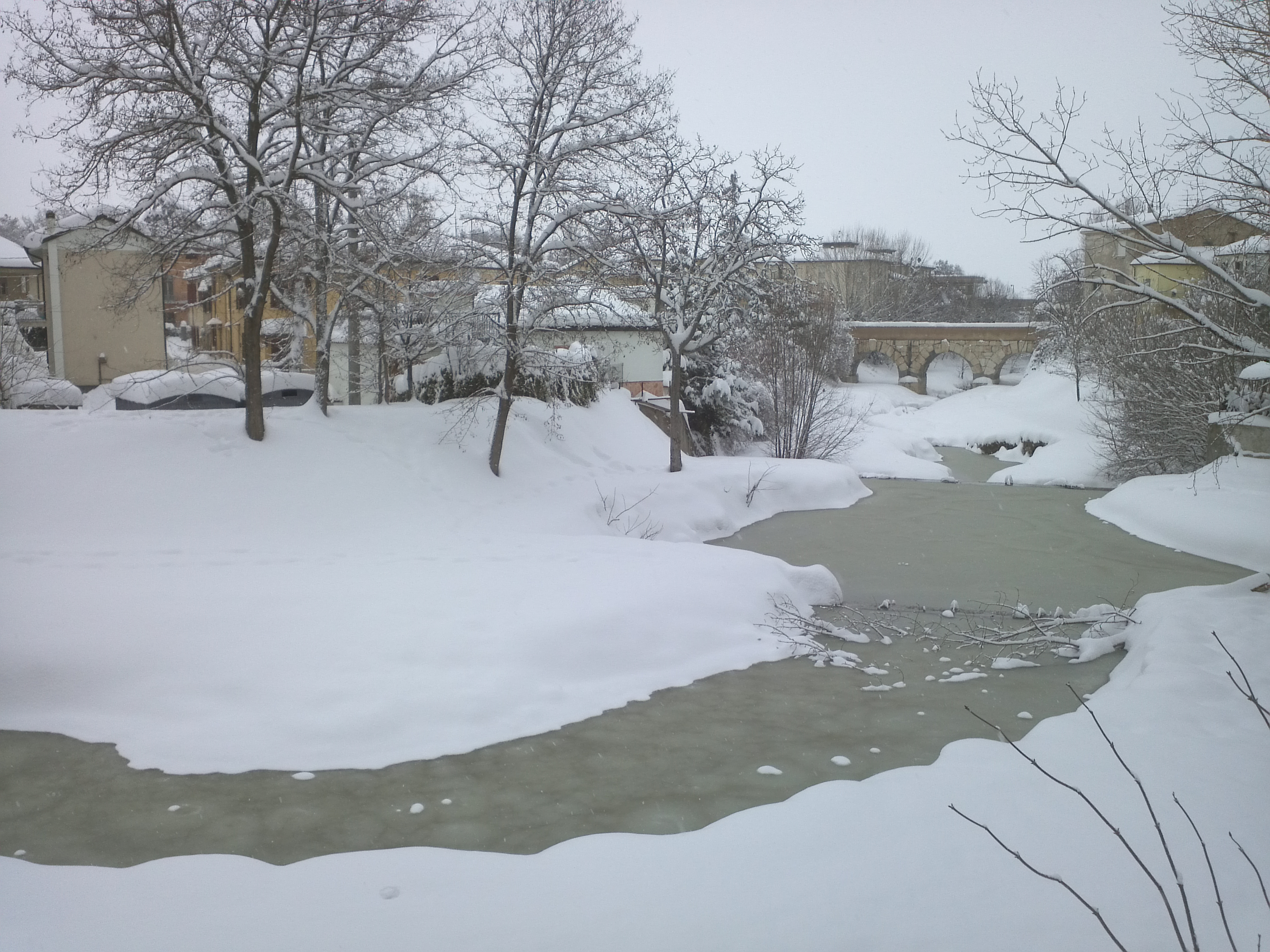
サヴィニャーノ・スル・ルビコーネを流れるルビコーネ川とローマ時代の橋

ルビコーネ川（旧称フィウミチーノ川）は、アペニン山脈に源を発しエミリア＝ロマーニャ州南東部のフォルリ＝チェゼーナ県内を流れる、全長30km弱の小川である。下流域の町サヴィニャーノ・スル・ルビコーネ付近においても、川幅は狭いところで1メートル、広いところでも5メートル程度の小川である。
水源はソリアーノ・アル・ルビコーネにあり、サヴィニャーノ・スル・ルビコーネの集落付近を通過して、ガッテーオ・ア・マーレ（ガッテーオの分離集落）とサヴィニャーノ・ア・マーレ（サヴィニャーノ・スル・ルビコーネの分離集落）の間でアドリア海に注ぐ。河口両側のガッテーオ・ア・マーレとサヴィニャーノ・ア・マーレは、リゾート地として開発されている。
一時は乱開発が進んだことなどにより、州内で最も汚れた川の一つに数えられていた。

## 歴史

### 古代ローマの「ルビコン川」

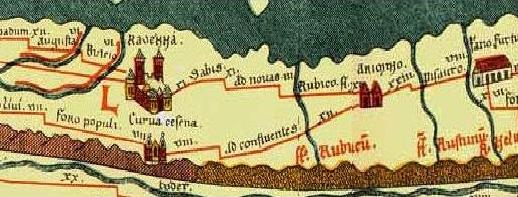
ポイティンガー図（3世紀作成、中世に模写）の拡大図。絵で記された都市 Ravennna（ラヴェンナ）および Curva Cesena （チェゼーナ）の右、 Arimino （リミニ）の間に fl. Rubico （ルビコン川）が描かれている。赤で記された街道沿いには、Ad Novas（チェゼナーティコ）や Ad Confluentes といった地名が書き込まれ、地点間の距離がローマ数字（単位はミリオ）で記されている。

共和政末期の古代ローマにおいては、ルビコン川とアルノ川を結ぶラインがイタリア本土の北限、属州ガリア・キサルピナとの境界線の役割を果たしていた。軍団を率いてこの川を越え南下することは法により禁じられており、禁を破ればすなわち共和国に対する反逆とみなされた。
一般にルビコン川の名前は、紀元前49年1月10日、ローマ内戦においてユリウス・カエサルが元老院の命令に背き、軍を率いてこの川を渡った故事によって知られる。この際に「賽は投げられた」（alea iacta est, アーレア・ヤクタ・エスト）と部隊に檄を飛ばしたことはあまりにも有名である。「ルビコン川を渡る」（英: cross the Rubicon）という言葉は、その後の運命を決め後戻りのできないような重大な決断・行動をする比喩として使われている。

### ルビコン川論争
その後の1000年余りの時間の中で河道の変化などが生じ、カエサルがルビコン川を渡った地点はどこか、あるいは「ルビコン川」そのものがこの地域のどの川にあたるのかはわからなくなった（イタリア語版ウィキペディアには独立項目 it:Localizzazione dell'antico Rubicone 「古代ルビコン川の位置」があり、河川争奪によるこの地域の河川流路の変遷が説明されている）。
17世紀頃から、“我が地元を流れる川こそが当時の「ルビコン川」である”との主張が各地で活発化した。「ルビコン川」の候補には、サビニャーノ・ディ・ロマーニャ（現在のサヴィニャーノ・スル・ルビコーネ）を流れるフィウミチーノ川のほか、チェゼーナを流れるピシャテッロ川や、現在のフォルリ＝チェゼーナ県とリミニ県との県境付近を流れるウーゾ川などがある。このうちフィウミチーノ川が現在ルビコーネ川とされている川である。3世紀に作成され中世に模写されたポイティンガー図（タブラ・ペウティンゲリアナ）は、都市や街道の距離についての正確性の高い地図であるが、この地図においてサビニャーノの近くに「ルビコン川」が描かれていることが、フィウミチーノ川をルビコン川に比定する論拠の一つとされている。
イタリア王国時代の1933年8月、「外国からの訪問客にルビコン川の位置を訊かれても答えられない」ことを憂慮したベニート・ムッソリーニは、政令によってフィウミチーノ川を「ルビコーネ川」と改称した。またサビニャーノ・ディ・ロマーニャの町名もサヴィニャーノ・スル・ルビコーネ（「ルビコン河畔のサヴィニャーノ」の意）に改称されている。しかしムッソリーニによる裁定には、従来からの論争に決着をつけるような新たな裏付けが示されたわけではなく強引に決定された為、イタリア共和国となった第二次世界大戦後に「本物のルビコン川」をめぐる論争がかえって紛糾する一因となっている。

## 文化・観光

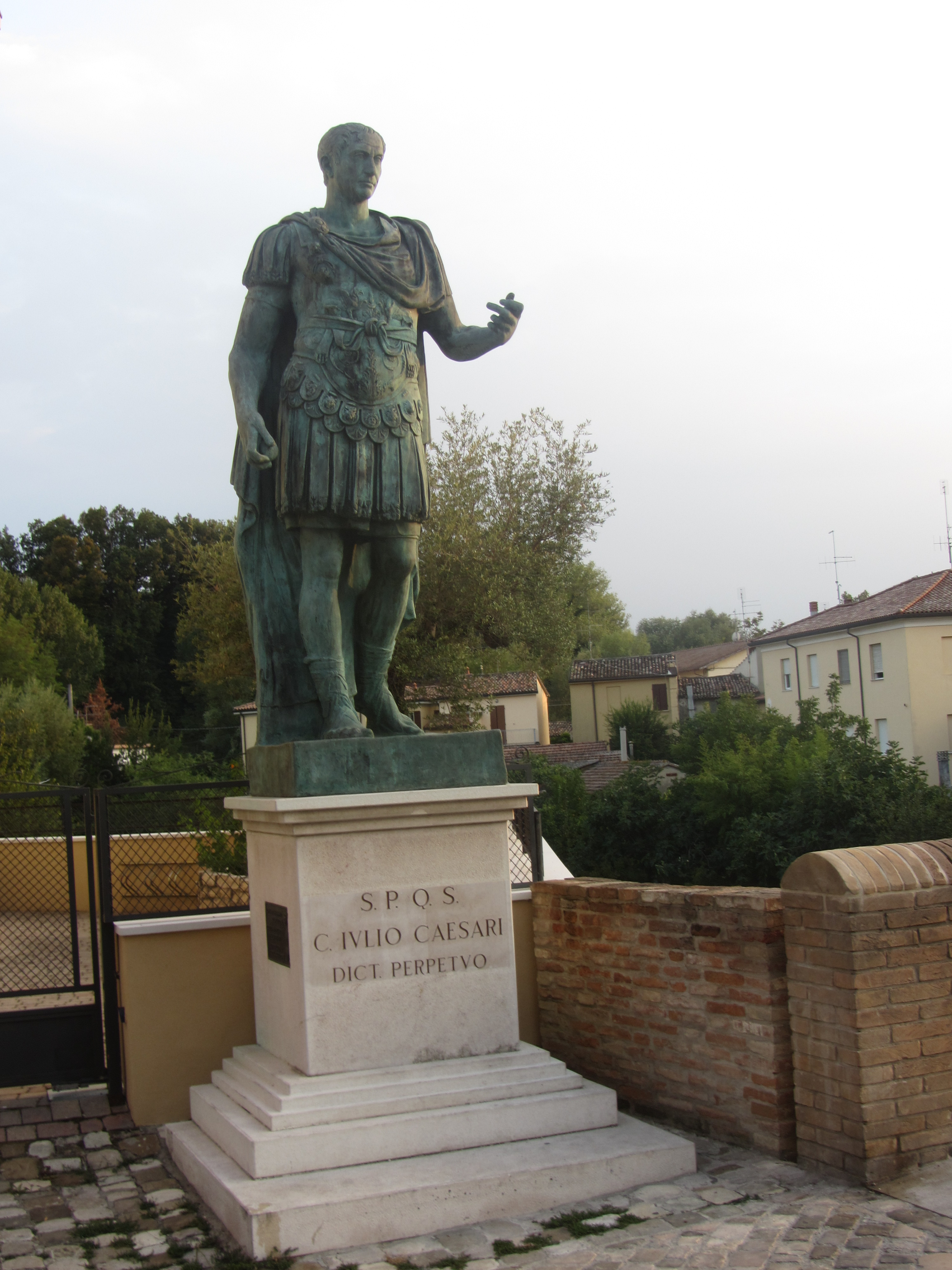
サヴィニャーノのカエサル像

ガッテーオ・ア・マーレから右岸沿いに小道があり、堤防に沿って南西の上流に続く。いくつかの村があるが、約25kmほどさかのぼるとサヴィニャーノという町に着く。鉄道のガードをくぐると、広い道に突き当たるが、右手にある橋を渡らず、そのまま細い右岸の道をたどる。200mほどで行き止まりだが、突き当たりにカエサルの立像がある。
右には石造りの橋があり、修復されているが、川へ降りて橋をよく見るとアーチの根本部分に、古代の石積みが保存されている。下流は湿地帯だが、さかのぼるにつれて川岸もしっかりとしてくる。サヴィニャーノ付近は峡谷状で両岸は岩である。カエサルの軍が橋を架けるのも容易だったと思える。
カエサルの像は地元の研究者やロータリークラブが立てたものである。

## 現ルビコーネ川以外の「ルビコン川」候補
先述のようにルビコン川の比定については論争がある。現在のルビコーネ川（本節では旧名の「フィウミチーノ川」を用いる）以外の候補としては以下がある。地元で発行される地図で「ルビコーネ川」と記載したり、河畔の通りに「ルビコーネ通り」と名付けたり、記念物を建立したりするなどして、それぞれに正当性を主張している。

### ピシャテッロ川
ピシャテッロ川 (it:Pisciatello) は、フィウミチーノ川と同じくソリアーノ・アル・ルビコーネ付近に源流を発する川である。北東方向へおおむね直進するフィウミチーノ川に対して、ピシャテッロ川は北に迂回してチェゼーナ付近を流れており、河口近くでフィウミチーノ川に合流してアドリア海に注いでいる。この川を「ルビコン川」とみなす人々は、以下のような論拠を挙げている。
- ボッカチオが「かつてルビコンと呼ばれたピシャテッロ」と書き残している[1]。
- チェゼーナには、ルビコンのほとりにあったことを示す名を持つ教会がある[1]。
- 川の別名「ウルゴン」は、「ルビコン」が転訛したものと推測される[1]。

### ウーゾ川
ウーゾ川 (it:Uso (fiume)) は、フィウミチーノ川の南東に並行して流れる川で、ベッラーリアでアドリア海に注ぐ。全長は 49 kmで、フィウミチーノ川よりも大きな川である。
この川にはアウグストゥス時代に建てられた巨大な橋の遺跡があるが、これは記念碑的なものではないかというのが、この川を「ルビコン川」に比定する人々の主張である。
- 河口部のベッラーリアにおけるウーゾ川
- ベッラーリアに架かる橋（Stefano Bolognini撮影）
- ベッラーリアにあるカエサルのブロンズ像（Stefano Bolognini撮影）